# セバスティアン・ドリウッシ
セバスティアン・ドリウッシ（Sebastián Driussi，1996年2月9日 - ）は、アルゼンチン・ブエノスアイレス出身のサッカー選手。オースティンFC所属。ポジションはフォワード。

## 経歴

### クラブ
2013年12月2日、スーペルリーガ・アルヘンティーナのAAアルヘンティノス・ジュニアーズ戦に先発出場してプロデビューを果たした。2015年3月8日、CAウニオン戦でプロ初ゴールを挙げた。
2017年7月8日、FCゼニト・サンクトペテルブルクに移籍し、4年契約を締結した。移籍金は1500万ユーロ。2017年7月22日、FCルビン・カザン戦でゼニトでの初ゴールを挙げた。同じ試合のアディショナルタイムにドメニコ・クリッシトのクロスから勝ち越しゴールを挙げ、ゼニトでの2ゴール目を挙げ、ロベルト・マンチーニ監督のゼニトでの2勝目に貢献した。
2019年5月4日、FCテレク・グロズヌイ戦で同点ゴールを挙げて、ゼニトはロシアサッカー・プレミアリーグ優勝を決定した。
2021年7月28日、ゼニト退団が発表。29日にオースティンFCと契約したことが発表された。

## 人物・エピソード
- 2017年11月、アルゼンチン代表がロシア代表戦のためにロシアに滞在していた際に、ドリウッシがキャンプ地を訪問してリオネル・メッシと写真を撮影したが、メッシにサッカー選手ではなくファンのひとりだと勘違いされてしまった[12]。

## 個人成績
2019年5月26日現在
| クラブ                       | シーズン   | リーグ戦                       | リーグ戦 | リーグ戦 | 国内カップ | 国内カップ | リーグ杯 | リーグ杯 | 国際大会 | 国際大会 | その他 | その他 | 合計 | 合計 |
| クラブ                       | シーズン   | ディヴィジョン                 | 出場     | 得点     | 出場       | 得点       | 出場     | 得点     | 出場     | 得点     | 出場   | 得点   | 出場 | 得点 |
| ---------------------------- | ---------- | ------------------------------ | -------- | -------- | ---------- | ---------- | -------- | -------- | -------- | -------- | ------ | ------ | ---- | ---- |
| リーベル・プレート           | 2013–14    | プリメーラ・ディビシオン       | 2        | 0        | 3          | 0          | –        | –        | –        | –        | –      | –      | 5    | 0    |
| リーベル・プレート           | 2014       | プリメーラ・ディビシオン       | 10       | 0        | 0          | 0          | –        | –        | 5        | 1        | –      | –      | 15   | 1    |
| リーベル・プレート           | 2015       | プリメーラ・ディビシオン       | 18       | 4        | 0          | 0          | –        | –        | 9        | 0        | 1      | 0      | 28   | 4    |
| リーベル・プレート           | 2016       | プリメーラ・ディビシオン       | 8        | 0        | 6          | 2          | –        | –        | 6        | 1        | –      | –      | 20   | 3    |
| リーベル・プレート           | 2016–17    | プリメーラ・ディビシオン       | 29       | 17       | 0          | 0          | –        | –        | 6        | 3        | 1      | 0      | 36   | 20   |
| リーベル・プレート           | クラブ通算 | クラブ通算                     | 67       | 21       | 9          | 2          | –        | –        | 26       | 5        | 2      | 0      | 104  | 28   |
| ゼニト・サンクトペテルブルク | 2017–18    | ロシアサッカー・プレミアリーグ | 27       | 5        | 1          | 0          | –        | –        | 12       | 1        | –      | –      | 40   | 6    |
| ゼニト・サンクトペテルブルク | 2018–19    | ロシアサッカー・プレミアリーグ | 27       | 11       | 1          | 1          | –        | –        | 14       | 1        | –      | –      | 42   | 13   |
| ゼニト・サンクトペテルブルク | クラブ通算 | クラブ通算                     | 54       | 16       | 2          | 1          | –        | –        | 26       | 2        | –      | –      | 82   | 19   |
| 通算                         | 通算       | 通算                           | 121      | 37       | 12         | 3          | –        | –        | 52       | 7        | 2      | 0      | 186  | 47   |

## タイトル

### クラブ
CAリーベル・プレート
- プリメーラ・ディビシオン : 2014Final
- コパ・スダメリカーナ : 2014
- コパ・リベルタドーレス : 2015
- スルガ銀行チャンピオンシップ : 2015
- レコパ・スダメリカーナ : 2016
- コパ・アルヘンティーナ : 2016

FCゼニト・サンクトペテルブルク
- プレミアリーガ : 2018-19, 2019-20, 2020-21

### 代表
U-20アルゼンチン代表
- 南米ユース選手権 : 2015